# Бжозувка (Подляское воеводство)
Бжозувка (пол. Brzozówka) — деревня в Августовском повете Подляского воеводства Польши. Входит в состав гмины Барглув-Косцельны. Находится примерно в 12 км к юго-западу от города Августов. По данным переписи 2011 года, в деревне проживало 360 человек.

## История
По данным 1827 года в деревне насчитывалось 40 домов, в которых проживало 208 человек. В 1880 году число жилых домов составляло 50, а население — 537 человек. В 1929 году население составляло 502 человека.